# San Daniele Po
San Daniele Po (San Daniéel in dialetto cremonese) è un comune italiano di 1 285 abitanti della provincia di Cremona in Lombardia. È situato sulla riva sinistra del Po.

## Storia
Terra feudale, la sua storia inizia attorno all'anno 1000 quando i frati Benedettini del Monastero di Parma effettuarono numerose bonifiche al territorio. In questo periodo si instaurò nel luogo una nobile famiglia, i Sommi provenienti da Cremona, in continua corrispondenza con il vescovo della diocesi di Cremona, Ubaldo I e il papa Niccolò II (1059-1061). I Sommi si erano stanziati sulle rive del fiume, dando origine a una frazione di San Daniele, Sommo con Porto, il cui nome rimane l'unica eredità di questa famiglia. A Capo di questa dinastia c'era Enrico Sommi, che ha costruito la propria ricchezza grazie all'agricoltura, e trasferitosi a San Daniele poiché c'era terra fertile. Questa dinastia regnò a nel Paese fino al 1647, quando le truppe Gallo-Estense, saccheggiarono Cremona e stroncarono per sempre questa nobile famiglia.
Il vero sviluppo urbanistico del paese avviene attorno al 1800, quando il territorio comunale fu ampliato da Napoleone unendogli campagne già parmigiane. In quegli anni San Daniele inizia a prendere forma e a sviluppare la propria ossatura; il centro del paese era via Cantone (chiamata ancora così), composta da circa 10 cascine e circa 100 abitanti. Gli anni d'oro li abbiamo nel periodo che va dal 1850 a 1900, quando nel paese nasce la prima fabbrica, importante perché l'Acetificio Galletti è il più antico d'Italia (1871).
Con la nuova fabbrica, il paese si arricchisce di persone, perché gli abitanti avevano già un proprio lavoro, quello dei campi, e quindi viene costruita la via Faverzani, che all'epoca era vista solo come una via che collegava il vecchio centro del paese ai primi paesi Casalaschi: difatti era chiamata la bassa di Casalmaggiore, ma ora è il centro del paese.
I proprietari terrieri non erano molto d'accordo con la costruzione di questa via, perché si vedevano sparire ettari di terreno.
Con l'inizio della prima guerra mondiale (1914) il paese, inizia il proprio progresso, continuando ad espandersi verso est, e dando origine alla via che collega il paese a Sospiro.
Lo sviluppo di San Daniele, aveva preso un passo veloce, ma la guerra impedì il progresso, con bombardamenti che distrussero parte dei fabbricati e diverse famiglie. Nel primo dopo guerra, un favoloso lavoro di tecnici e operai, ricostruirono parte del paese, e nel frattempo, viene costruita un'altra via importante, che all'epoca era chiamata, via Po, perché collegava il paese all'argine del Po.
La seconda guerra mondiale non impedì lo sviluppo, anzi molti militari tedeschi davano una mano alla costruzione di nuove abitazioni.
La via che era chiamata via Po divenne, il 25 aprile del 1945, via XXV Aprile, perché in quella via c'era la casa del popolo, punto di ritrovo per le truppe partigiane del luogo.
Nel 1951 il Po straripa, lasciando in ginocchio molte azienda agricole che si trovavano in golena.
Molte famiglie si vedevano sparire ogni bene; nel 1952 nasce via Dondi, allo scopo di consentire a coloro che risiedevano in golena di trasferirsi nella zona protetta dall'argine maestro.
Fino al 1980 lo sviluppo sembra placarsi, ma nello stesso anno viene costruita via Puerari, trasversale di via Fontana (via che collega San Daniele a Sospiro).
Nel 1980 viene inaugurato il ponte dedicato a Giuseppe Verdi, che collega Isola Pescaroli (frazione di San Daniele Po, situata a sud-est del paese), col comune di Roccabianca (provincia di Parma), e in contemporanea viene costruita la SP 33, che collega il comune di Seniga e il comune Parmigiano.
Di particolare pregio sono il Museo Paleoantropologico del Po, contenente reperti fossili provenienti dal fiume, e la nuova piazza del Mercato con l'edificio in fase di recupero Ex Ammasso del grano. Sul lato ovest del Museo è possibile vedere un murale gigante realizzato dal famoso street artist Ericailcane per la celebrazione del ventennale della nascita del Museo Paleoantropolofico del Po (maggio 2018).

### Simboli
Lo stemma adottato dal comune di San Daniele Po non ha ancora una concessione ufficiale e si può blasonare:
Il rosso e l'argento sono i colori di Cremona; il leone ricorda san Daniele; lo scudetto tenuto dal leone è il blasone della famiglia Sommi, che fu feudataria di larga parte del territorio cremonese insieme ai Picenardi (Sommi Picenardi); la banda ondata rappresenta il corso del fiume Po.
Il gonfalone è un drappo di bianco.

## Monumenti e luoghi d'interesse
- Ex Ammasso del Grano (risale al 1939) e Piazza del Mercato[6]
- Museo Paleoantropologico del Po, in via Faverzani 11[7]
- Oasi Naturalistica "Le margherite", Sommo con Porto
- Attracco fluviale turistico, Isola Pescaroli

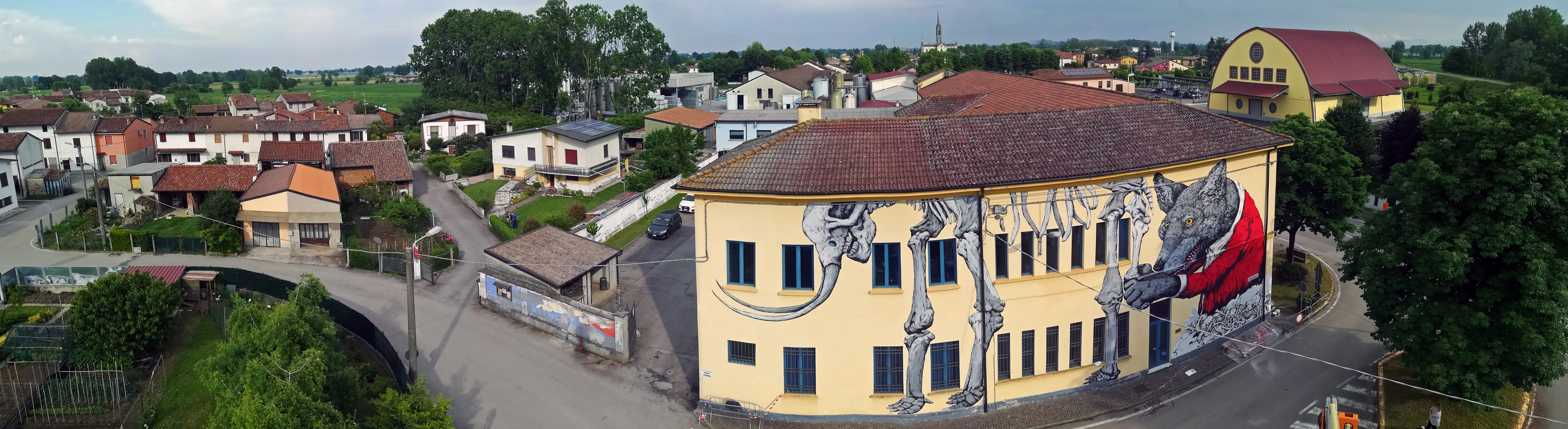
San Daniele Po. In Primo piano il murale di Ericailcane sul Museo Paleoantropologico del Po
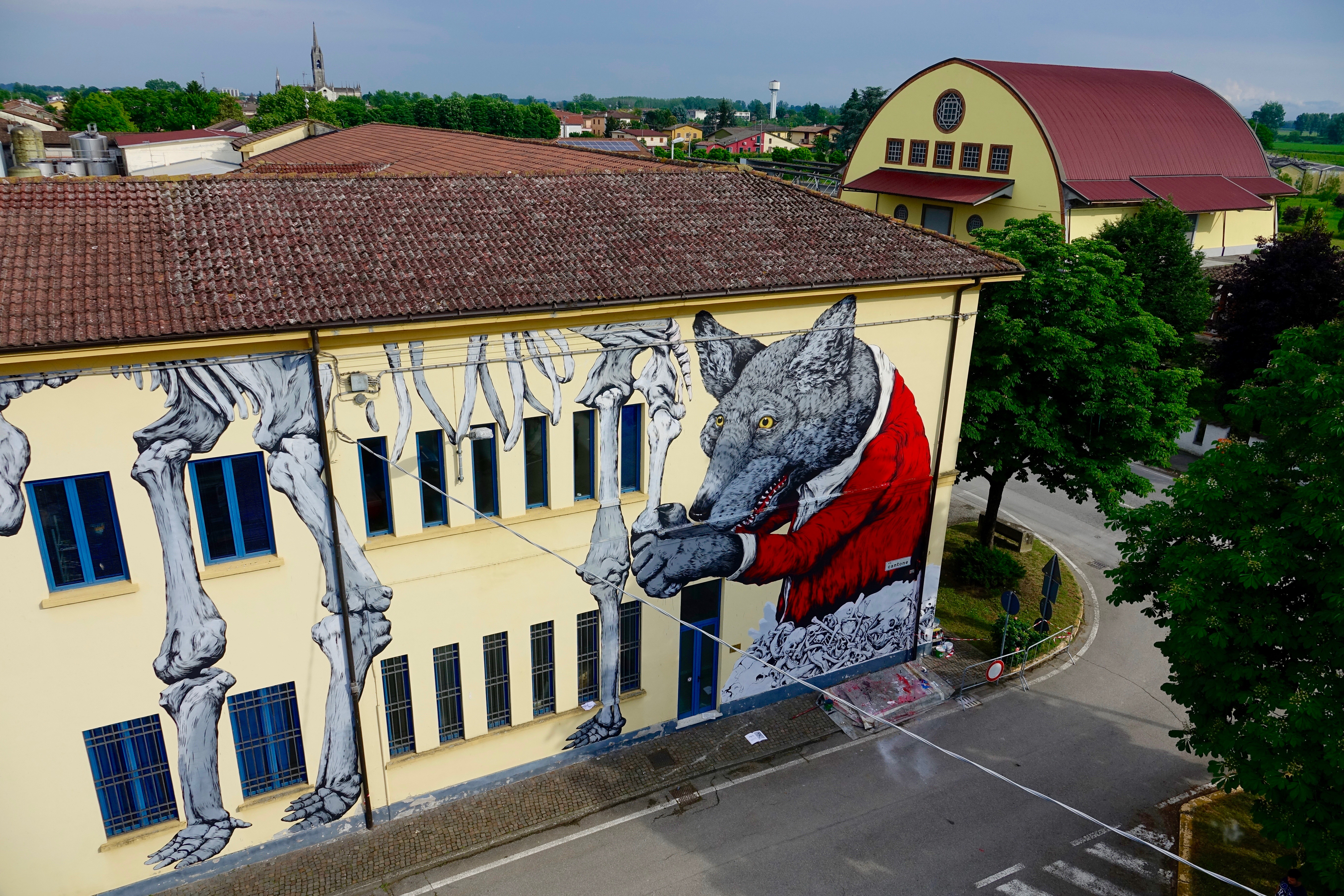
Murale di Ericailcane sul Museo Paleoantropologico del Po
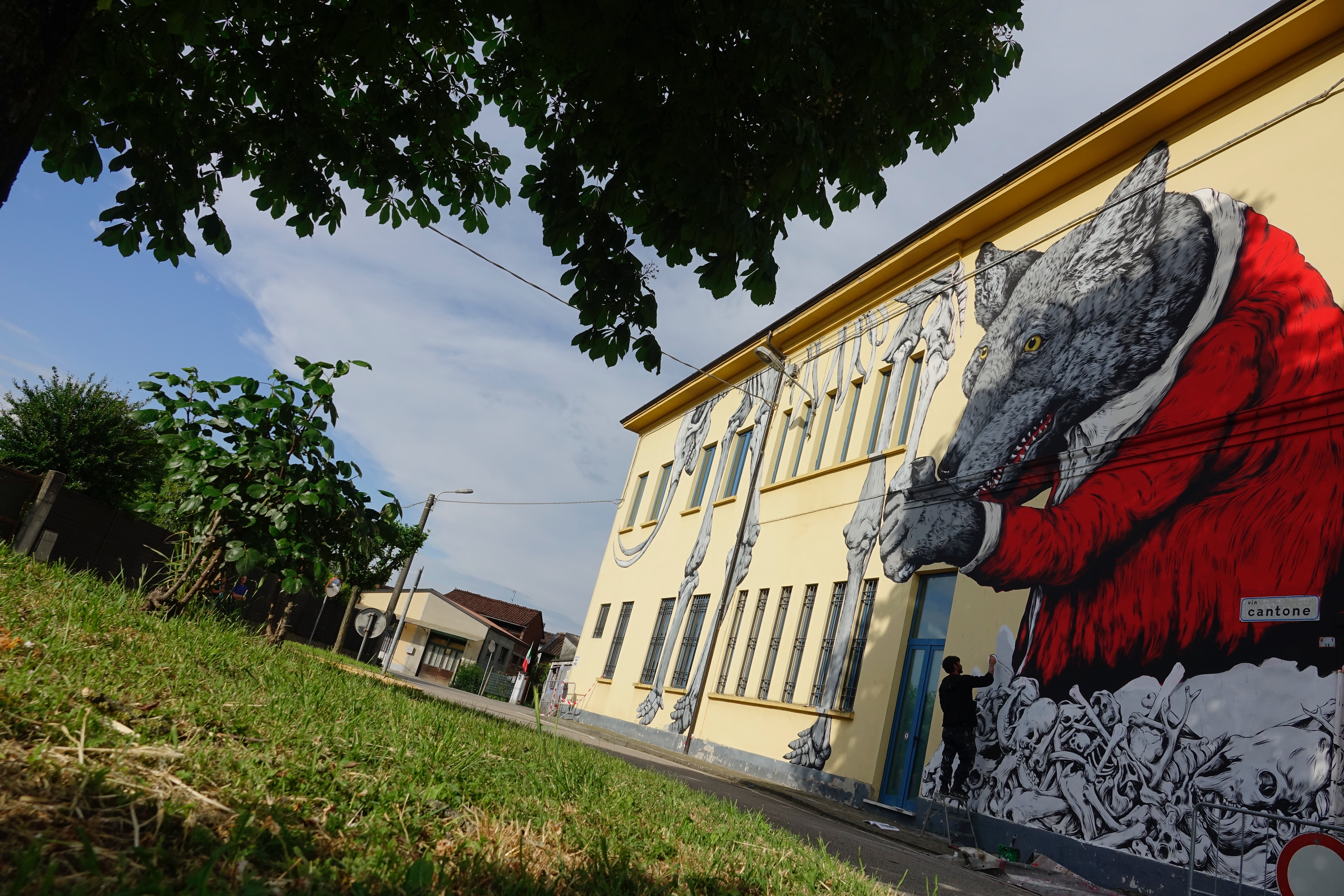
Murale di Ericailcane sul Museo Paleoantropologico del Po
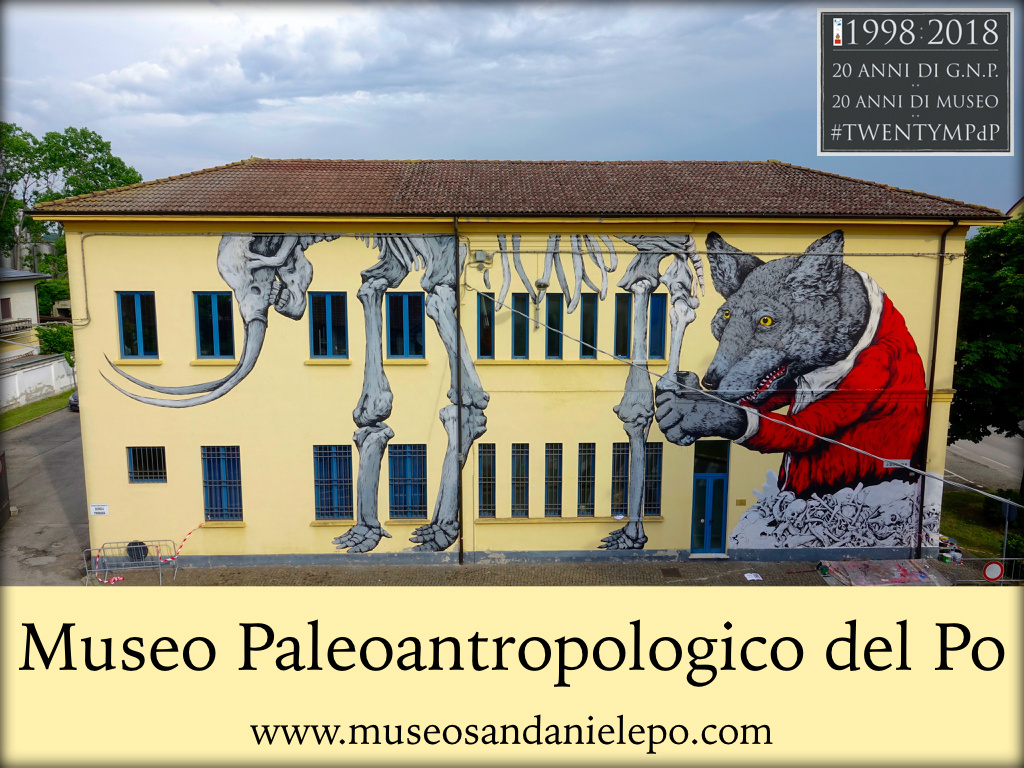
Museo Paleoantropologico del Po
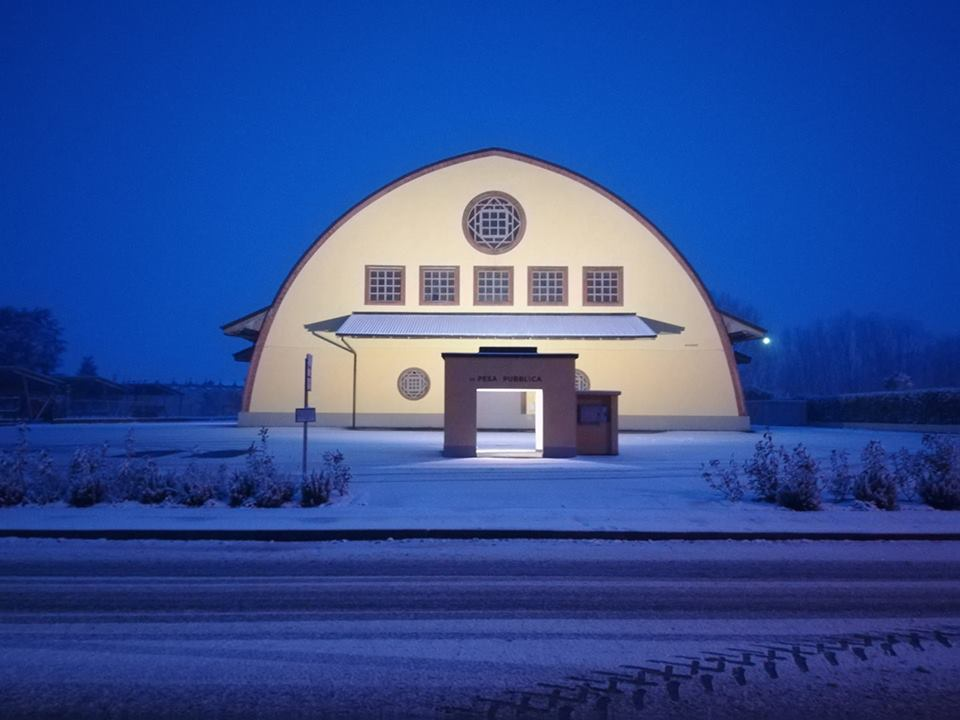
Piazza del Mercato ed Ex Ammasso del grano con neve
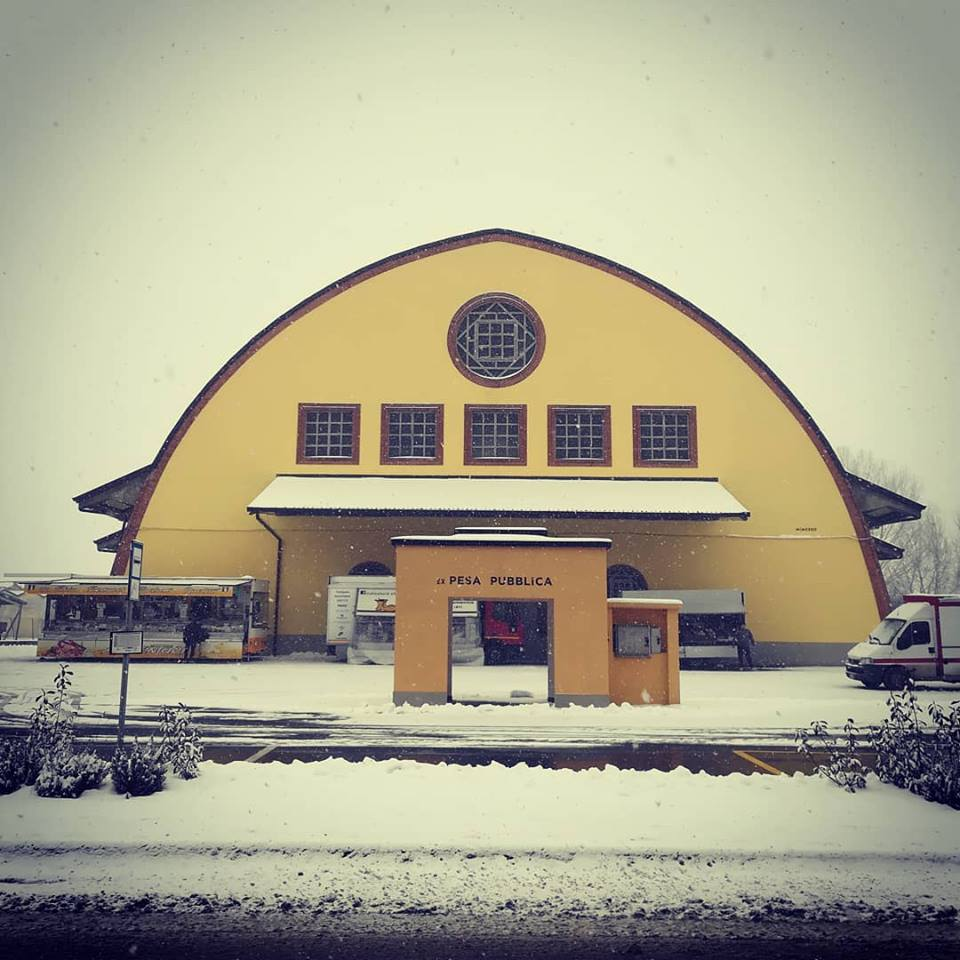
Piazza del Mercato ed Ex Ammasso del grano con neve
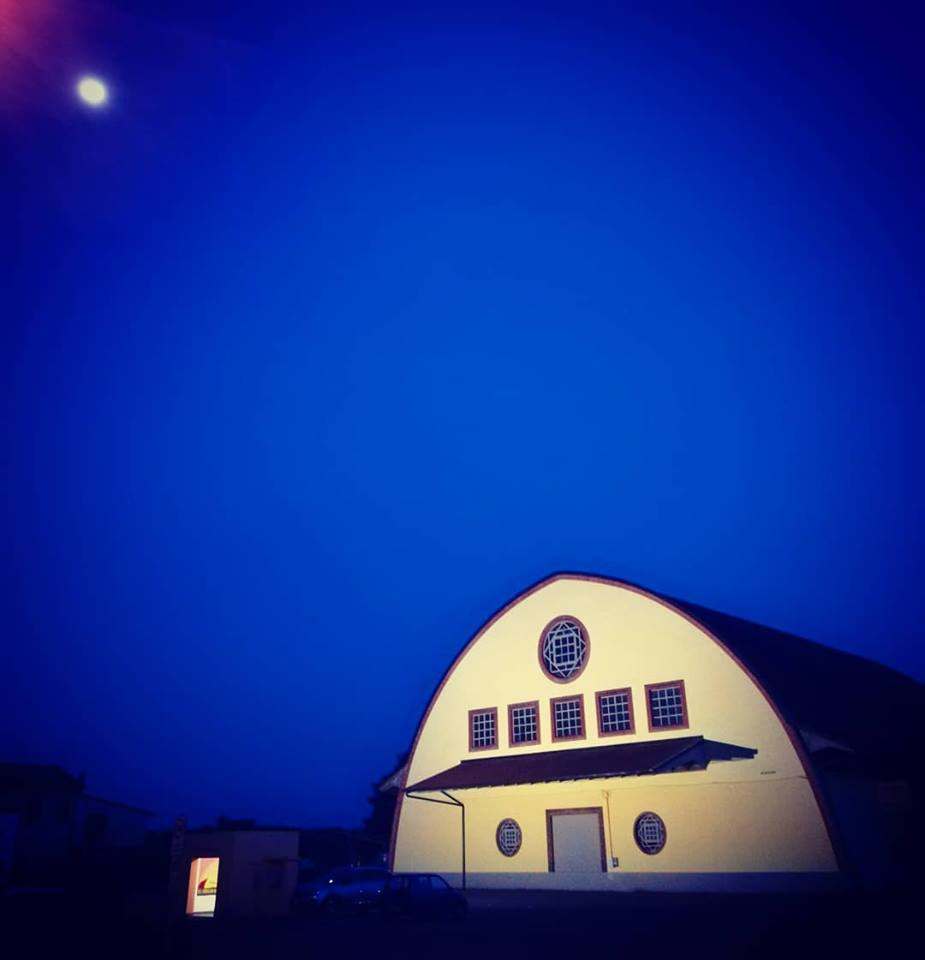
Piazza del Mercato ed Ex Ammasso del grano
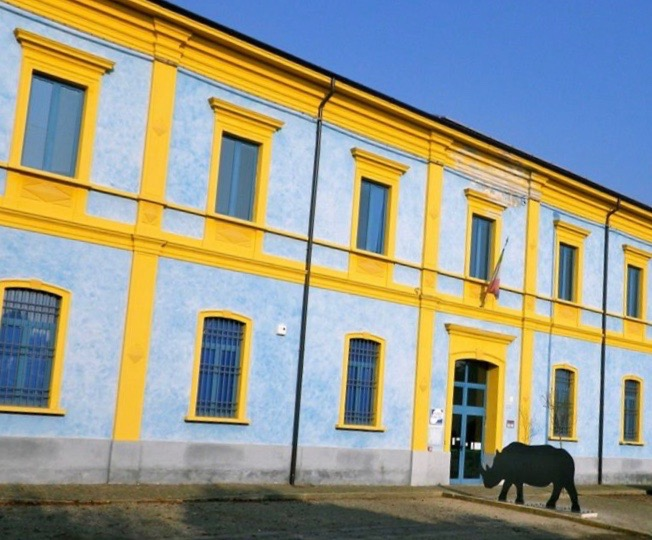
Museo Paleoantropologico del Po
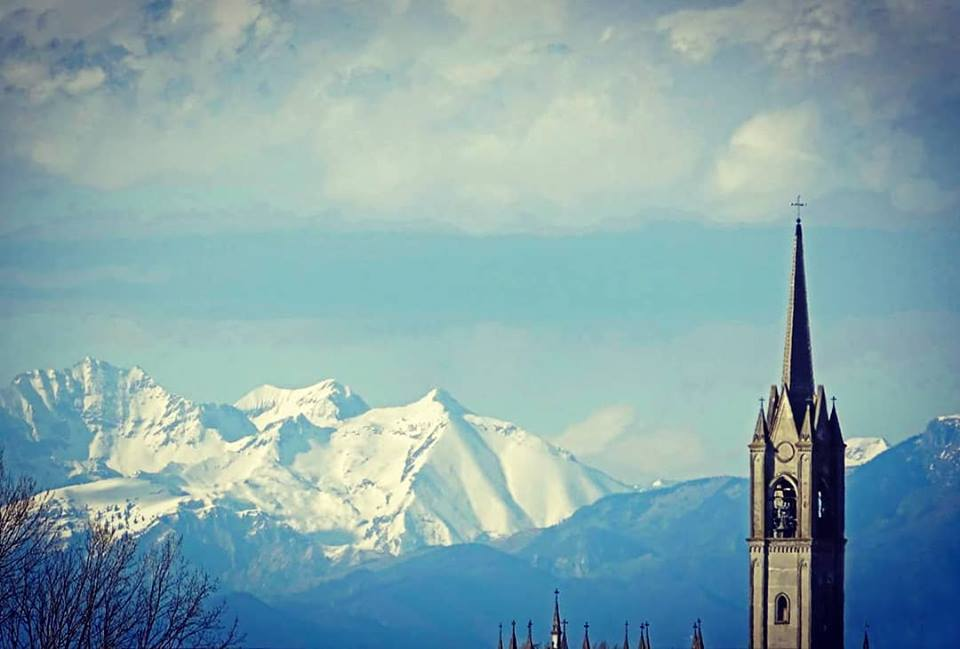
Chiesa Parrocchiale di San Daniele Po con le Alpi bresciane sullo sfondo

## Società

### Evoluzione demografica
Abitanti censiti